# 床田亮一
床田 亮一（とこた りょういち、1960年 - ）は、キリスト教再建主義の神学者、元教役者、会社経営者。

## 略歴
福岡県北九州市に生まれる。1983年上智大学卒業。
1988年尾山令仁が校長を務める東京神学校を卒業し、聖書キリスト教会の牧師となるが、再建主義の宣教師ラルフ・A・スミスを知り、スミスが設立した福音総合研究所で再建主義を研究する。
福音派の聖書キリスト教会は再建主義の立場をサタンの教えであるとし、これを認めなかったため、また、同教会内に倫理的な問題が発生し、分裂が起きるという混乱の前に1990年、聖書キリスト教会の牧師を辞任し、スミスが牧会する三鷹福音教会に転入会した。
以後、牧師としての働きはせず、再建主義神学の啓蒙に努めるべく、書籍の翻訳に携わっている。代表作は『現代に生きるための旧約律法』である。書籍の翻訳に関わる傍ら、自らが設立した床田翻訳事務所で商業翻訳に携わる。

## 訳書
- 『現代に生きるための旧約律法』 床田亮一訳 聖恵授産所出版部
- 『中絶救助隊』
- 『マッキントッシュバイブル』